# Chiszigbatyn Erdenet-Od
Chiszigbatyn Erdenet-Od (mong. Хишигбатын Эрдэнэт-Од; ur. 7 lipca 1975 w Darchanie) – mongolska judoczka i sambistka. Czterokrotna olimpijka. Zajęła dziewiąte miejsce w Sydney 2000, trzynaste w Barcelonie 1992 i Pekinie 2008, odpadła w eliminacjach w Atenach 2004. Walczyła w wadze ekstralekkiej i lekkiej.
Brązowa medalistka mistrzostw świata w 2005; uczestniczka zawodów w 1995, 1999, 2001, 2003 i 2007, a także zdobyła brązowy medal w drużynie w 2007 roku. Startowała w Pucharze Świata w 2000, 2002, 2007 i 2008. Złota medalistka igrzysk azjatyckich w 1998 i brązowa w 2002. Zdobyła siedem medali na mistrzostwach Azji w latach 2000 - 2008. Trzecia na uniwersjadzie w 1999. Brązowa medalistka igrzysk Azji Wschodniej w 2001. Druga na MŚ w sambo w 2007 roku.

## Letnie Igrzyska Olimpijskie 1992
| Konkurencja | Eliminacje           | Repasaże                  | Klas. końcowa |
| Konkurencja | Przeciwnik I         | Przeciwnik I              | Miejsce       |
| ----------- | -------------------- | ------------------------- | ------------- |
| 48 kg       | Karen Briggs (GBR) P | Brigitte Lastrade (CAN) P | 13.           |

## Letnie Igrzyska Olimpijskie 2000
| Konkurencja | Eliminacje               | Repasaże             | Repasaże             | Klas. końcowa |
| Konkurencja | Przeciwnik I             | Przeciwnik I         | Przeciwnik II        | Miejsce       |
| ----------- | ------------------------ | -------------------- | -------------------- | ------------- |
| 57 kg       | Isabel Fernández (ESP) P | Ellen Wilson (USA) Z | Kie Kusakabe (JPN) P | 9.            |

## Letnie Igrzyska Olimpijskie 2004
| Konkurencja | Eliminacje           | Klas. końcowa |
| Konkurencja | Przeciwnik I         | Miejsce       |
| ----------- | -------------------- | ------------- |
| 57 kg       | Kie Kusakabe (JPN) P | 1 runda.      |

## Letnie Igrzyska Olimpijskie 2008
| Konkurencja | Eliminacje                 | Repasaże               | Klas. końcowa |
| Konkurencja | Przeciwnik I               | Przeciwnik I           | Miejsce       |
| ----------- | -------------------------- | ---------------------- | ------------- |
| 57 kg       | Giulia Quintavalle (ITA) P | Yvonne Bönisch (GER) P | 13.           |